# Moot Scout mondial
Un Moot Scout mondial traduction de l'anglais World Scout Moot est une rencontre internationale des Rovers, les scouts entre 18 et 26 ans. Le mot « Moot » vient de l'écossais et veut dire réunion des clans.
Le Moot Scout mondial a lieu tous les quatre ans. La localité est définie par l'Organisation mondiale du mouvement scout (OMMS). Pendant la Seconde Guerre mondiale et entre 1961 et 1990 il n'y avait aucun Moot, mais des manifestations supplétives (« World Moot Years »).
Le dernier Moot Scout mondial a eu lieu en Irlande, en 2022. Celui de 2025, aura lieu au Portugal. 
Hors de cette rencontre internationale, il y a aussi des Moot régionaux, comme le Moot australien.

## Calendrier desMoot
- 1931 : Moot à Kandersteg (Suisse)
- 1935 : Moot à Ingarö (Suède)
- 1939 : Moot à Monzie (Écosse)
- 1949 : Moot à Skjak (Norvège)
- 1953 : Moot à Kandersteg (Suisse)
- 1957 : Moot à Sutton Coldfield (Royaume-Uni)
- 1961 : Moot à Melbourne (Australie)
- 1965-66 : Année du Moot
- 1969-70 : Année du Moot
- 1973-74 : Année du Moot
- 1977-78 : Année du Moot
- 1981-82 : Année du Moot
- 1990 : Moot à Melbourne (Australie)
- 1992 : Moot à Kandersteg (Suisse)
- 1996 : Moot à Ransberg (Suède)
- 2000 : Moot à Mexico (Mexique)
- 2004 : Moot à Hualien (Taïwan)
- 2008 : Moot au Mozambique
- 2010 : Moot au Kenya
- 2013 : Moot au Canada
- 2017 : Moot en Islande
- 2021 : Moot en Irlande Décalé à 2022[1]
- 2025 : Moot au Portugal

De 1965 à 1982, des Années du Moot ont été organisées pour permettre une plus grande participation grâce à l'organisation de plusieurs manifestations sur l'année.